# Eleuteropoli

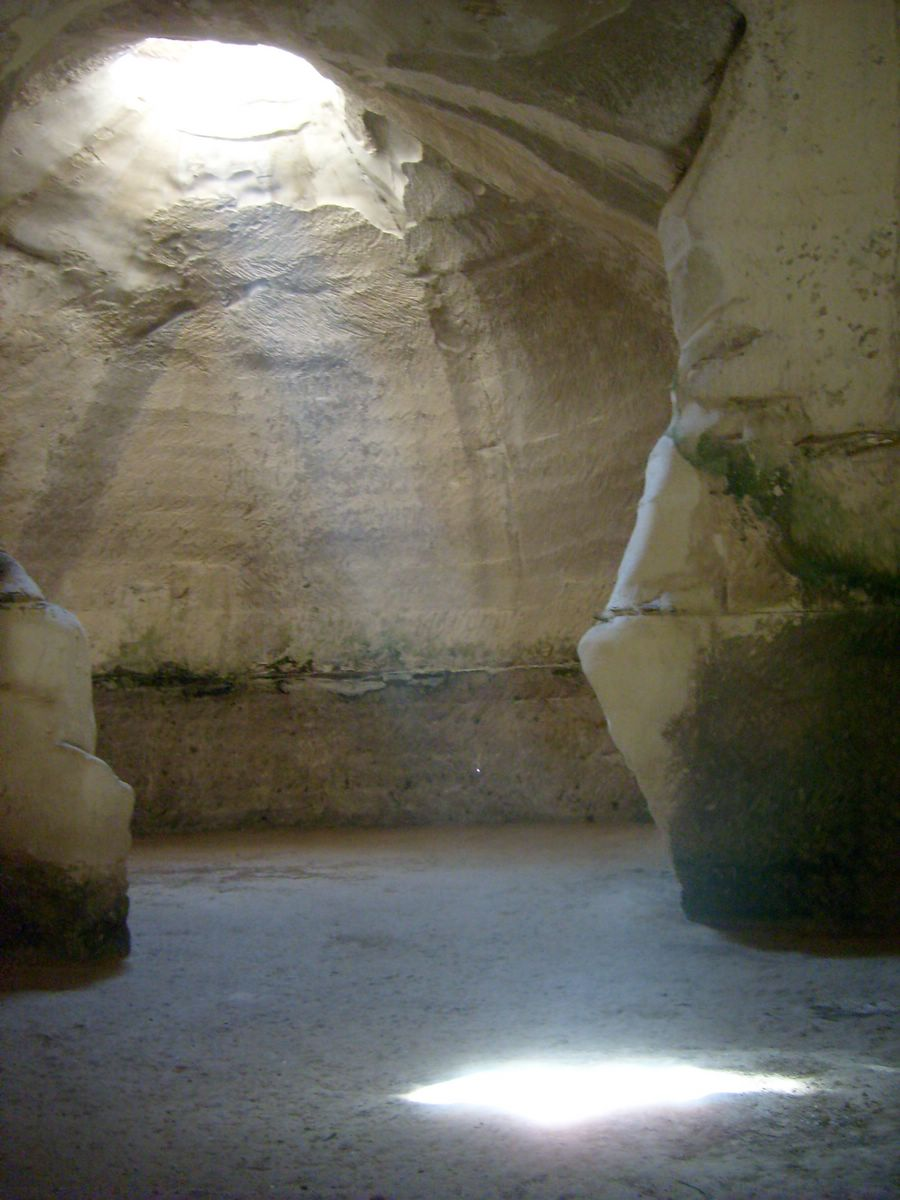
Beit Guvrin

Eleuteropoli (Eleutheropolis) era il nome greco di una città romana in Palestina (oggi in Israele), situata 53 km a sud ovest di Gerusalemme nella pianura di Yehudà tra il ruscello Guvrin e il ruscello Marscia. Il nome della città nel corso della storia cambiò varie volte: è citata come Baitogabra da Tolomeo, Beit Guvrin o Bet Gubrin nel Talmud, Beit Govrin da Giuseppe Flavio e, secondo gli studi archeologici di Edward Robinson, è identificabile con il villaggio arabo ora scomparso di Beit Jibrin.
Il significato del nome in aramaico significa "Casa dei giganti " e secondo i ricercatori intorno alla città abitavano i giganti e da qui nasce il nome di Beit Gubrin.
Oggi è parco nazionale. Vicino al sito della città sorge il kibbutz di Govrin.

## Storia
Ai tempi di Erode (37-4 avanti Cristo) la città di Marscia fu donata alla città di Beit Guvrin e divenne la capitale della provincia Edomita, provincia che si spandeva dal sud del monte Hebron e la pianura di Yehudafino alla valle di Beer Sheva ed Arad.
Durante la grande rivolta (66-70 d.C.) fu insediamento ebraico poi distrutto nell'occupazione di Vespasiano.
Vespasiano uccise diecimila persone del posto e catturò mille prigionieri. Dopo l'occupazione di Roma e per le condizioni favorevoli del luogo rimase nella città una legione di soldati. Piano piano gli ebrei del luogo vennero spinti fuori dall'insediamento ed il villaggio diventò completamente romano. Nella metà del II secolo il villaggio in città venne costruito un anfiteatro e due acquedotti, uno proveniente dal monte Ebron ed un altro che dalla costa arrivava a Gerusalemme.
Nell'anno 200 fu promossa dall'imperatore Settimio Severo a polis e ricevette per l'occasione il nuovo nome di Eleutheropolis, che significa "la città degli uomini liberi". La città diventò molto importante e dominava un territorio molto ampio.
Nelle leggi del rabbino Yehuda Hanassi se ne trova una che libera i cittadini delle città miste dal pagamento di donazioni e decime, questo per incoraggiare gli ebrei a non abbandonare quelle città.
All'inizio del periodo bizantino (324-638), Eleuteropoli diventa più importante e controlla un territorio molto ampio dalla valle di Beer Sheva fine alla valle di Haela nel nord, dal Mar Morto ad est fino alla costa. È anche sede vescovile.
La città è menzionata nella "Mappa di Madaba" (del 560 circa) come una grande città circondata da mura, dentro la quale si trovano palazzi pubblici ed alcune chiese. Intorno al 570 è nominata anche dal cosiddetto "Anonimo Piacentino".
La città fu conquistata nei primissimi anni dell'espansione araba, nel 638. Cinquanta (o sessanta) soldati della guarnigione di Gaza furono decapitati dagli Arabi per non aver voluto rinnegare la loro fede cristiana; sono venerati dalla chiesa cattolica come martiri il 17 dicembre.
Nel periodo antico musulmano la città perde il suo prestigio, e torna ad essere chiamata Beit Govrin o come lo pronunciano gli arabi Beit Giubrin. Nell'ottavo e nel nono secolo furono scavate le grandi cave chiamate “il campanello di Beit Govrin e di Luzit” e secondo alcuni ricercatori il materiale scavato è stato usato per costruire la città di Ramla. Nel 796 fu quasi completamente distrutta.
Nel 1099 i crociati conquistarono la terra d'Israele e furono costretti a fronteggiare i Fatimidi egiziani espulsi da Gerusalemme e scappati verso Ascalona. Attorno a questa città (che nei primi anni non erano riusciti a conquistare) costruirono alcune fortezze di cui una è la fortezza Giablin a Beit Govrin. Dopo la conquista di Ascalona nel 1153, la fortezza fu affidata all'ordine degli Ospitalieri, che poi nel 1187 vennero cacciati dai Musulmani.
Nel periodo Ottomano esisteva una comunità araba – il villaggio 'Beit Jibrin' e nel 1948 nella Guerra d'indipendenza è stata conquistata e le case del villaggio sono state distrutte, solo la casa del capo villaggio è stata risparmiata. Nel 1949 fu fondato il Kibutz Beit Govrin nella parte ovest della città antica.